# Тентекська ТЕЦ
Тентекська ТЕЦ — теплова електростанція у Карагандинській області Казахстану. Первісно була відома як Шахтинська ТЕЦ.
В 1964—1965 роках на майданчику станції стали до ладу три парові котли від Барнаульського котельного заводу типу БКЗ-75-39ФБ продуктивністю по 75 тонн пари на годину (станційні номери 1 — 3) та три парові турбіни Калузького турбінного заводу типу ПР-6-35/5/1,2 потужністю по 6 МВт.
В 1972, 1985 та 1989 роках котельне господарство підсилили ще трьом паровими котлами Барнаульського котельного заводу типу БКЗ-75-39ФБ продуктивністю по 75 тонн пари на годину (номери 4 — 6), крім того, в 1975-му змонтували водогрійний котел виробництва Білгородського котельного заводу типу ПТВМ-75 продуктивністю 75 Гкал/год (номер 1В).
Станом на середину 1980-х ТЕЦ споживала вугілля та мазут, на які у паливному балансі припадало 55 % та 45 % відповідно.
Наразі на станції, яка працює лише у опалювальний сезон, продовжують діяти три парові котли № 1, № 3, № 4 та дві турбіни № 1 та № 2. Номінальна теплова потужність рахується як 142 Гкал/год при фактичній 114 Гкал/год.
Вода для технологічних потреб надходить з артезіанських свердловин Катурського водозабору.
Для видалення продуктів згоряння звели два димарі висотою 100 та 60 метрів.
Видача продукції відбувається по ЛЕП, що працюють під напругою 35 кВ та 6 кВ.